# ニューメキシコ工科大学
ニューメキシコ工科大学（ニューメキシコこうかだいがく、New Mexico Institute of Mining and Technology）は、アメリカ合衆国ニューメキシコ州ソコロにある大学である。

## 学部
- 天体物理学（Astrophysics）
- 大気物理学（Atmospheric Physics）
- エネルギー物質工学（Energetic Materials Engineering）
- 地球物理学（Geophysics）
- 地球科学（Geosciences）
- 本土防衛（Homeland Security）
- 水文学（Hydrology）
- 情報技術（Information Technology）
- 石油採掘（Petroleum Recovery）